# The Joy Formidable
The Joy Formidable er et alternative rock-band fra Wales, Storbritannien.